# Client FTP
Un client FTP és un ordinador o una màquina electrònica que empra el protocol FTP per a connectar-se a un servidor FTP i transferir fitxers. Alguns clients de FTP bàsics són integrats en els sistemes operatius, incloent-hi Windows, Sistema operatiu de disc, Linux i Unix. No obstant això, existeixen clients amb més funcionalitats, habitualment en forma de programari de prova o gratuït per a Windows i com a programari lliure per a sistemes de tipus Unix. Molts navegadors recents també porten integrats clients FTP (encara que un client FTP treballarà millor per FTP privades que un navegador). Alguns sistemes operatius, incloent-hi els Windows més recents i Mac OS X poden muntar servidors FTP com a unitats virtuals directament dins del sistema operatiu, com ara FireFTP per a Firefox; que és un connector/complement que es pot afegir al navegador, només si es necessita. Això pot resultar més còmode per a alguns usuaris que el fet d'emprar un client especialitzat.